# Fatma Ekenoğlu
Fatma Ekenoğlu (ur. 1956 w Altinciku w Dystrykcie Pafos) – północnocypryjska polityczka. Czterokrotna deputowana do Zgromadzenia Republiki Cypru Północnego oraz, jako pierwsza kobieta, jego przewodnicząca w latach 2004–2009.

## Życiorys

### Młodość i edukacja
Ekenoğlu urodziła się w 1956 roku w miejscowości Altincik w Dystrykcie Pafos. Jej rodzice, Zalihe i İsmail Coşkunsu, byli rolnikami. Ma siódemkę rodzeństwa.
Ukończyła szkołę podstawową w miejscowości Poli. Była członkinią szkolnej drużyny w piłce siatkowej. W 1983 roku ukończyła studia medyczne na Cerrahpaşa Üniversitesi w Stambule. W trakcie studiów w utrzymaniu pomagał jej starszy brat mieszkający w Wielkiej Brytanii. W 1988 roku ukończyła specjalizację jako internistka i powróciła razem z rodziną na Cypr.

### Kariera zawodowa
W latach 1988–1994 prowadziła własną praktykę lekarską. Od 1994 roku pracowała w szpitalu Cengiz Topel.

### Działalność polityczna
Pomiędzy 1988 a 1994 rokiem została członkinią Tureckiej Partii Republikańskiej.
Z powodzeniem kandydowała w wyborach parlamentarnych w 1998 roku z ramienia Tureckiej Partii Republikańskiej w okręgu wyborczym obejmującym Morfu. Uzyskała reelekcję w wyborach parlamentarnych w 2003 roku. Lista, z której kandydowała uzyskała najlepszy wynik w kraju uzyskując 469 279 głosów z 1 333 904 oddanych. Objęła jeden z 3 mandatów należnych jej partii.
Z powodzeniem kandydowała również w przedterminowych wyborach parlamentarnych w 2005 roku. Uzyskała pierwszy wynik w swoim okręgu wyborczym spośród kandydatów swojej partii.
Po raz ostatni została deputowaną w wyniku wyborów parlamentarnych w 2009 roku. Ponownie uzyskała najlepszy wynik wyborczy w swoim okręgu spośród kandydatów Tureckiej Partii Republikańskiej.
14 stycznia 2004 roku jako pierwsza kobieta została wybrana na stanowisko przewodniczącej izby. Była wybierana na to stanowisko 14 stycznia 2004, 11 marca 2005 i 10 października 2007. Stanowisko pełniła do 5 maja 2009.

### Pozostała działalność
W 1976 roku dołączyła do Kıbrıslılar Öğrenim ve Gençlik Federasyonu (KÖGEF), cypryjskiej organizacji promującej edukację i naukę pośród dzieci i młodzieży.
Jest członkinią Związku Lekarzy oraz Patriotycznej Unii Kobiet.

### Życie prywatne
Jest mężatką. Ma dwójkę dzieci (Ürün, ur. 1987 i Başak, ur. 1989).